# 4e division de cavalerie (France)
Pour les articles homonymes, voir 4e division.
La 4e division de cavalerie est une division de cavalerie de l'Armée de terre française qui a participé à la Première Guerre mondiale.
Elle est créée en 1873. Au début de la guerre de 1914, la 4e division de cavalerie est intégrée à la 4e armée française et participe aux combats des frontières. Elle est ensuite intégrée à la 5e armée française et participe à la bataille de Guise puis la bataille des Deux Morins. La division est ensuite impliquée dans la poursuite des armées allemandes et combat lors de la bataille de l'Aisne. À partir d'octobre 1914 et jusqu'en mars 1918, la 4e division de cavalerie est déplacée sur plusieurs zones du front, elle est mise en alerte lors des batailles d'Artois, de Champagne et de la Somme en vue d'exploiter la percée des lignes allemandes qui n'arrivera pas. En 1918, la division participe aux combats défensifs du printemps, lors des offensives allemandes des mois de mars et de mai 1918, puis aux combats offensifs au cours de l'été et de l'automne 1918.
Toujours en activité dans l'entre-deux-guerres, elle est peu à peu mécanisée et devient en 1935 la première division légère mécanique.

## Création et différentes dénominations
- 1873 : 4e division de cavalerie
- 22 décembre 1923 : devient la 4e division légère
- 1928 : redevient 4e division de cavalerie
- 1935 : devient 1re division légère mécanique

## Les chefs de corps

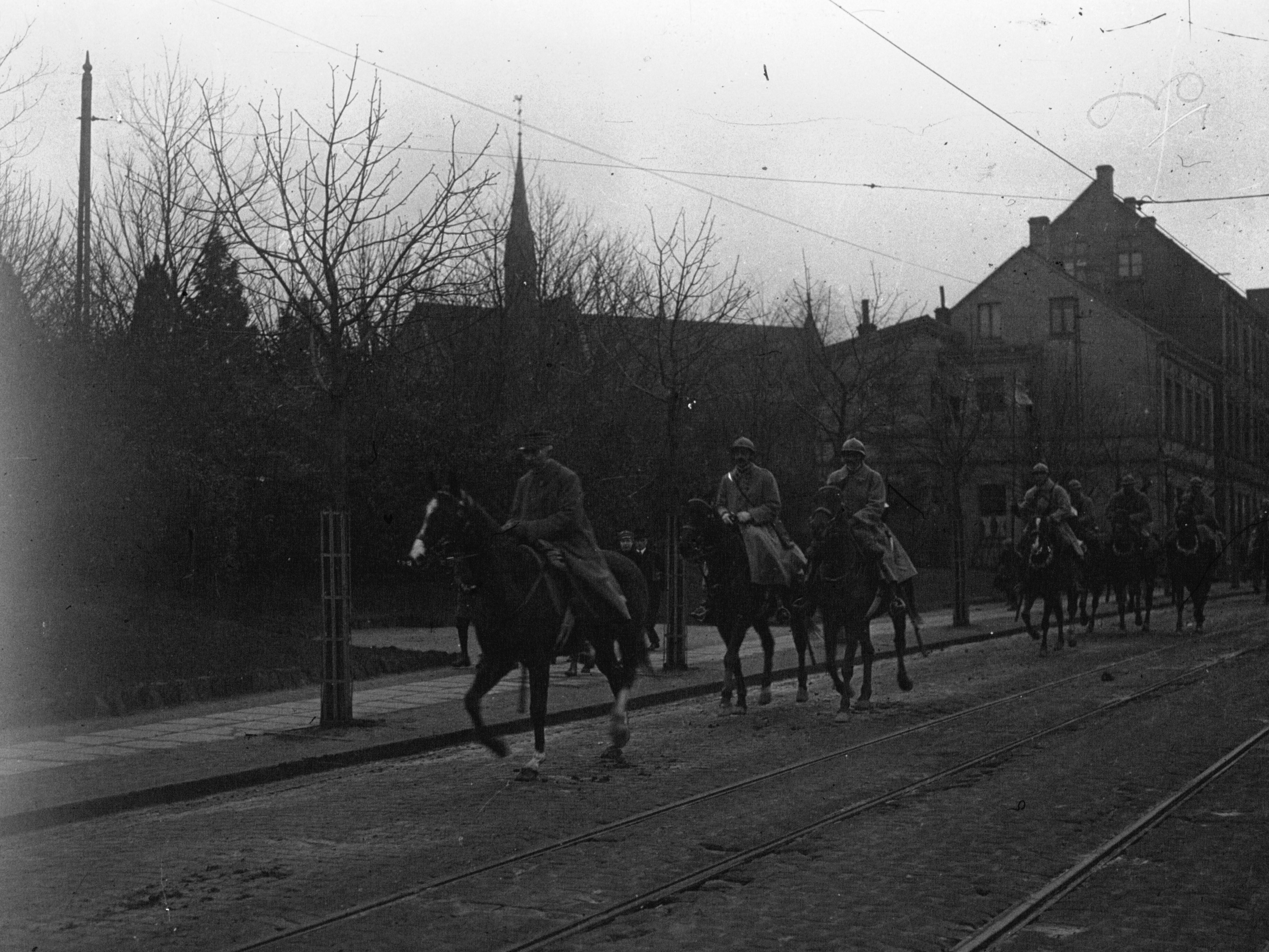
Le général Rampont, commandant la 4e division légère, et son état-major entrent à Essen (1923).

- 31 octobre 1873 - 14 avril 1877 : général Halna du Fretay
- 19 avril 1877 : général Thornton
- 5 mars 1879 : général d'Espeuilles
- 28 septembre 1893 - 23 mai 1896 : général Rapp
- 10 juin 1896 - 1er avril 1899 : général Colbert
- 3 avril 1899 - 5 juillet 1900 : général Massiet
- 9 août 1900 - 30 décembre 1902 : général Treymüller
- 4 avril 1910 - 7 mai 1912 : général Sordet
- 30 juillet 1914 : général Abonneau
- 13 octobre 1914 : général de Buyer
- juillet 1915 : général Cornulier-Lucin
- novembre 1917 : général Lavigne-Delville

- 20 janvier 1920 - 25 juin 1920 : général de Rascas de Château-Redon
- 5 décembre 1922 - 8 mars 1927 : général Rampont
- 22 mars 1929 - 12 décembre 1933 : général Lafont
- 1940 : général Marteau

## La Première Guerre mondiale

### Composition

#### Composition à la mobilisation
- 3e brigade de cuirassiers - Sainte-Ménehould

3e régiment de cuirassiers - Vouziers
6e régiment de cuirassiers - Sainte-Ménehould
- 4e brigade de dragons - Sedan

28e régiment de dragons - Sedan, Mézières
30e régiment de dragons - Sedan, Mézières
- 4e brigade de cavalerie légère - Verdun

2e régiment de hussards - Verdun
4e régiment de hussards - Verdun
- Éléments organiques divisionnaires

4e groupe cycliste du 19e bataillon de chasseurs à pied
4e groupe à cheval du 40e régiment d'artillerie de campagne
Sapeurs cyclistes du 9e régiment du génie

#### Changements au cours de la Première Guerre mondiale
- 5e régiment de cuirassiers à pied à partir de juillet 1916[1]. Intègre la 2e division de cavalerie à pied, nouvellement créée, en janvier 1918.

- Groupes d'automitrailleuses et autocanons

4e  GAMAC à partir de septembre 1915
15e  GAMAC à partir de mai 1916

### Historique

#### 1914
- Mobilisée dans la 6e région.
- 2 - 6 août : en couverture vers Mangiennes.
- 6 - 23 août : exploration dans la région de Florenville. Le 20 août, mouvement offensif en direction de Neufchâteau (combats au nord-est de Neufchâteau). Pendant la bataille des Ardennes, exploration dans la région de Bièvre et de Gedinne.
- 23 août - 6 septembre : retrait par Mézières, Rocroi, Sissonne, Soissons et Château-Thierry, vers la région de Provins. Engagée le 29 août, dans la bataille de Guise.
- 6 - 14 septembre : engagée dans la bataille de la Marne, (bataille des Deux Morins) puis poursuite par Aizy et Oulchy-le-Château, jusqu'à Amifontaine ; les 13 et 14 septembre éléments engagés.
- 14 - 30 septembre : repli vers Branscourt. Tenu prête à intervenir dans la première bataille de l'Aisne, éléments engagés.
- 30 septembre - 3 octobre : retrait du front, transport par voie ferrée (V.F.) vers Lens et Merville.
- 3 - 7 octobre : engagée dans la première bataille d'Artois, combats dans la région nord de Lens.
- 7 - 16 octobre : mouvement vers le nord, engagée dans la première bataille des Flandres. Combats de la Gorgue, de Lestrem et d'Estaires.
- 16 octobre - 17 novembre : mouvement vers le nord. Engagée dans la bataille de l'Yser et dans la bataille d'Ypres. Combats d'Houthulst et de Bixschoote.
- 17 novembre -14 décembre : retrait du front ; repos vers Wormhoudt.
- 14 décembre 1914 - 5 février 1915 : mouvement vers le front et occupation d'un secteur dans la région de Nieuport. Combats de Saint-Georges.

#### 1915
- 5 février - 4 mai : retrait du front, mouvement vers Hesdin, puis vers Amiens (du 10 au 21 mars et du 6 au 13 avril, éléments en secteur vers Arras).
- 4 mai - 20 juin : mouvement vers l'ouest d'Arras. Tenue prête à intervenir, en vue de la poursuite dans la seconde bataille d'Artois, non engagée.
- 20 juin - 29 août : mouvement vers la région d'Auxi-le-Château, puis vers celle d'Abbeville ; instruction (éléments en secteur vers Souchez).
- 29 août - 22 septembre : mouvement vers la région de Montdidier ; puis transport par V.F. dans celle de Condé-en-Brie ; repos.
- 22 septembre - 1er octobre : mouvement vers Suippes. Tenue prête à intervenir en vue de la poursuite dans la seconde bataille de Champagne ; non engagée. Éléments à pied engagés du 29 septembre au 6 septembre.
- 1er - 25 octobre : Stationnement vers Tours-sur-Marne, puis repos au nord de Champaubert.
- 25 octobre 1915 - 27 février 1916 : mouvement vers le front ; à partir du 29 octobre, occupation (avec des éléments territoriaux) d'un secteur entre le nord-est de Baconnes et l'est de la ferme de Moscou.

#### 1916
- 27 février - 20 mars : retrait du front, stationnement au camp de Châlons, instruction.
- 20 mars - 17 juin : occupation d'un secteur entre le nord-est de Baconnes et l'est de la ferme de Moscou. Du 2 au 5 mai, mouvement de rocade et occupation d'un nouveau secteur au nord de Sept-Saulx. À partir du 23 mai, nouveau mouvement de rocade et occupation d'un secteur entre le nord-est de Baconnes et l'est de la ferme de Moscou.
- 17 - 27 juin : retrait du front, repos au nord-ouest de Châlons-sur-Marne.
- 27 juin - 16 juillet : transport par V.F. dans la région de Beauvais, puis mouvement vers le camp de Crèvecœur ; instruction.
- 16 juillet - 5 août : mouvement vers Moreuil. Tenue prête à intervenir en vue de la poursuite lors de la bataille de la Somme, non engagée.
- 5 août - 4 septembre : mouvement vers la région de Beauvais ; éléments en secteur vers Lihons.
- 4 - 28 septembre : mouvement vers le sud de Montdidier ; repos.
- 28 septembre - 13 octobre : mouvement vers le nord-est de Beauvais (éléments en secteur dans la région d'Harbonnières, à partir du 2 octobre).
- 13 octobre - 7 novembre : mouvement vers le sud-ouest de Beauvais ; repos.
- 7 - 27 novembre : occupation d'un secteur entre Maucourt et la voie ferrée d'Amiens à Chaulnes.
- 27 novembre 1916 - 31 janvier 1917 : retrait du front ; mouvement vers la région de Château-Thierry ; à partir du 10 décembre occupation d'un secteur vers Soupir et Condé-sur-Aisne.

#### 1917
- 31 janvier - 18 mars : mouvement vers la région de Bray-sur-Seine ; repos et instruction.
- 18 mars - 5 avril : mouvement vers le camp de Mailly ; instruction.
- 5 - 24 avril : mouvement vers Montigny-sur-Vesle. Tenue prête à intervenir dans la poursuite lors de la bataille du Chemin des Dames ; non engagée. À partir du 19 avril, stationnement vers Épernay (du 12 avril au 5 mai, éléments en secteur aux cavaliers de Courcy).
- 24 avril - 16 mai : mouvement vers Anglure ; repos et instruction.
- 16 mai - 25 juillet : mouvement vers le front (éléments en secteur avec les 2e et 7e DC ; à partir du 21 juin occupation (avec des éléments des 2e et 7e DC) d'un secteur entre la ferme des Marquises et les abords est de Reims.
- 25 juillet - 1er septembre : retrait du front (éléments maintenus en secteur jusqu'au 10 août), mouvement vers Gretz ; repos et instruction.
- 1er septembre - 25 octobre : mouvement vers Anglure, puis vers le front ; à partir du 25 septembre, occupation d'un secteur (avec des éléments des 2e et 6e DC) d'un secteur entre la ferme des Marquises et les abords est de Reims.
- 25 octobre - 20 novembre : retrait du front (éléments maintenus en secteur jusqu'au 8 novembre) ; repos vers Anglure.
- 20 - 27 novembre : transport par V.F. dans la région de Corbie. Tenue prête à intervenir en vue de la poursuite lors de l'offensive britannique projetée sur Cambrai ; non engagée.
- 27 novembre - 27 décembre : mouvement vers Rozoy-en-Brie ; repos et instruction. À partir du 20 décembre, mouvement vers Anglure.

27 décembre 1917 - 21 janvier 1918 : occupation (avec des éléments des 2e et 6e DC) d'un secteur vers le fort de la Pompelle et Bétheny.

#### 1918
- 21 janvier - 22 février : retrait du front, repos vers Anglure ; instruction.
- 22 février - 26 mars : transport par V.F. dans la région de Moulins.
- 26 mars - 7 avril : transport par V.F. dans la région de Conty. Engagée dans la bataille de l'Avre (2e bataille de Picardie). Combats vers Hargicourt et Moreuil.
- 7 - 24 avril : retrait du front ; mouvement par Marseille-en-Beauvaisis vers Étrépagny ; repos.
- 24 avril - 27 mai : mouvement vers la région de Dormans ; repos.
- 27 mai - 7 juin : mouvement vers le sud de Fismes. Engagée dans la 3e Bataille de l'Aisne. Retrait sur Dormans, puis combats vers Beuvardes.
- 7 juin - 12 juillet : retrait du front ; repos vers Montmirail. Le 28 juin, mouvement vers Gournay-en-Bray ; repos.
- 12 - 20 juillet : mouvement vers le sud-ouest de Soissons. Tenue prête à intervenir en vue de la poursuite dans la seconde bataille de la Marne, non engagée (éléments à pied engagés vers Chaudun et Vierzy).
- 20 juillet - 4 août : au bivouac dans la forêt de Compiègne ; travaux.
- 4 - 18 août : mouvement vers Noailles. Éléments engagés à pied dans la troisième bataille de Picardie. Combats de Bus, de Grivillers et de Tilloloy.
- 18 août - 18 septembre : retrait du front, mouvement vers le sud de Beauvais ; repos.
- 18 - 28 septembre : mouvement vers la région Provens, Roesbrugge-Haringe.
- 28 septembre - 4 octobre : tenue prête à intervenir, en vue de la poursuite dans la bataille des Crêtes de Flandres (quelques éléments engagés).
- 4 - 13 octobre : retrait du front ; repos vers Steenvoorde.
- 13 octobre - 11 novembre : mouvement vers le front. Tenue prête à intervenir dans la bataille de la Lys, non engagée ; éléments lancés à la poursuite des Allemands dans la bataille de l'Escaut.

### Rattachement
- mobilisation : isolée
- septembre 1914 : corps de cavalerie Conneau
- septembre 1914 : isolée
- septembre 1914 : 2e corps de cavalerie

## L'entre-deux-guerres

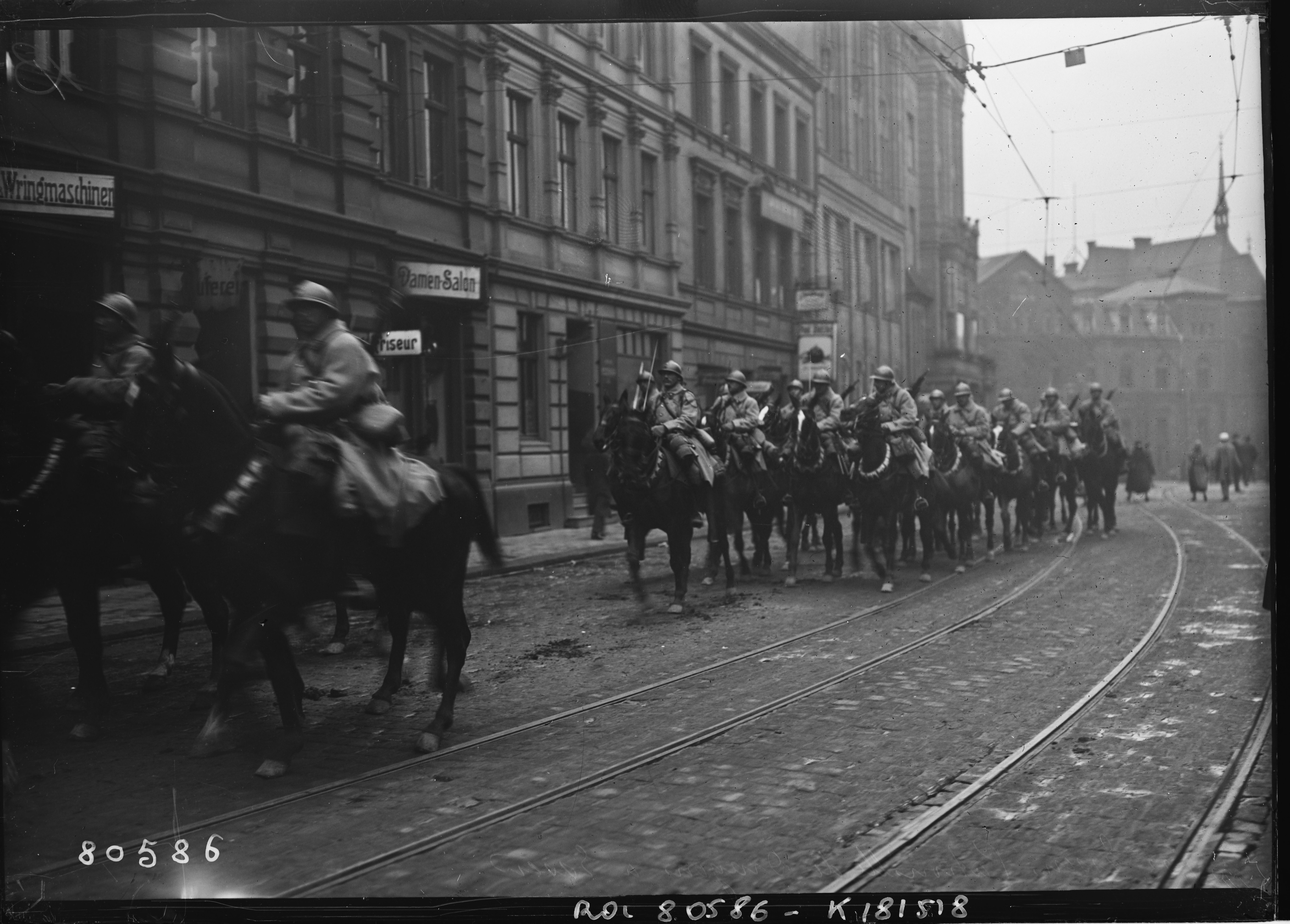
Patrouille du 5e régiment de dragons de la 4e division de cavalerie, à Essen en 1923.

En 1925, la division est rattachée à l'Armée du Rhin. Elle a son état-major à Gonsenheim et est constituée comme suit :
- 3e brigade de cuirassiers, de Mayence (général de France) :
  - 5e régiment de cuirassiers, de Gonsenheim ;
  - 6e régiment de cuirassiers, de Mayence.
- 9e brigade de dragons, de Düsseldorf (général de Viry) :
  - 5e régiment de dragons, de Düsseldorf ;
  - 21e régiment de dragons, de Düsseldorf.
- 1re brigade de spahis, de Trèves (général Durand) :
  - 5e régiment de spahis, de Trèves ;
  - 6e régiment de spahis, de Landau.
- Autres régiments rattachés à la division :
  - 18e régiment de dragons, de Recklinghausen ;
  - 19e régiment de dragons, de Bonn ;
  - 14e régiment de chasseurs à cheval, de Wiesbaden.

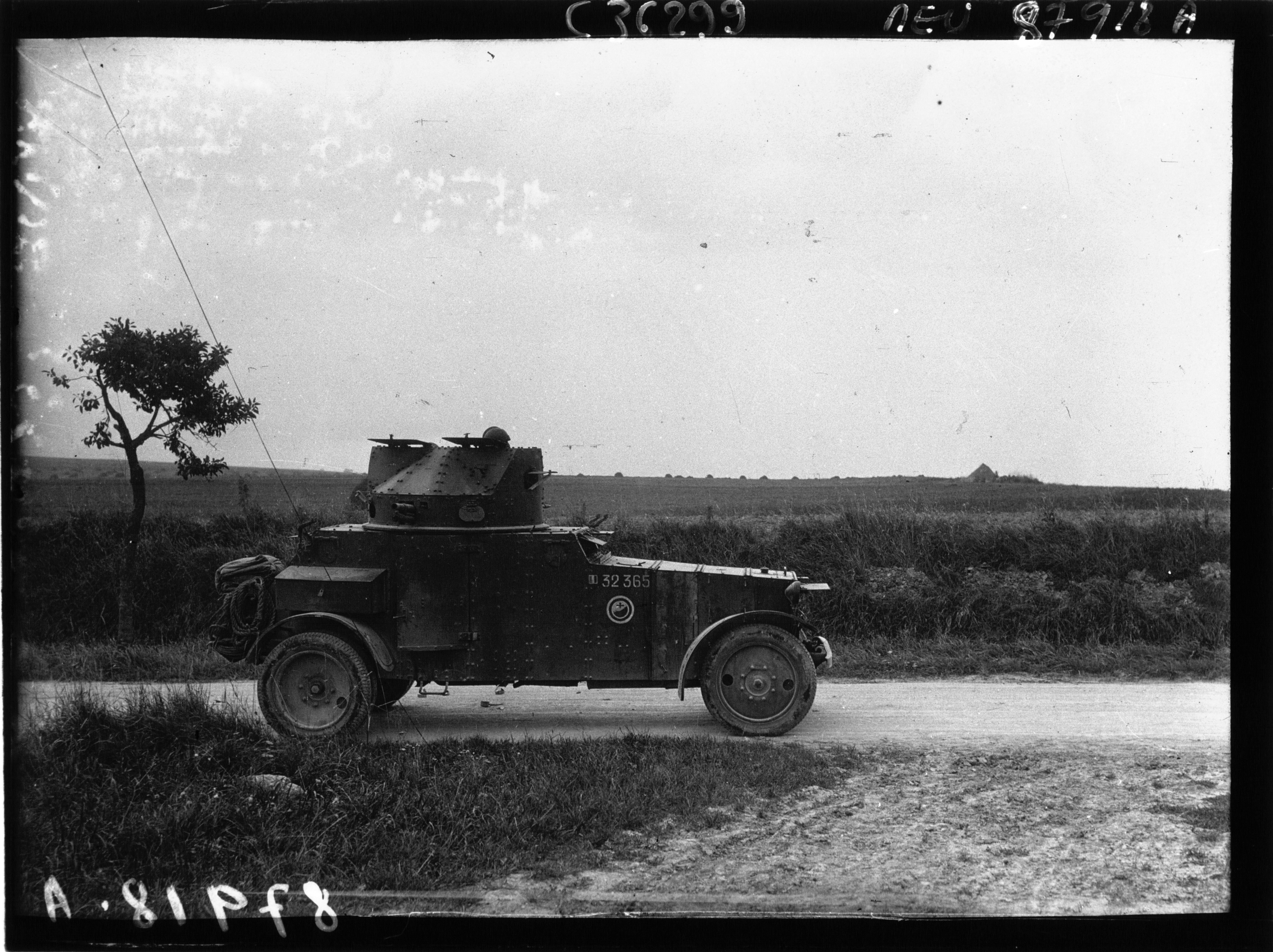
Automitrailleuse White TBC du 13e escadron d'automitrailleuses de cavalerie de la 4e division de cavalerie aux manœuvres de septembre 1931 dans l'Aisne.

Au printemps 1933, le 18e régiment de dragons et le 4e groupe d'automitrailleuses reçoivent des véhicules blindés et forment la brigade mécanique de l'Armée française. Cette brigade est soutenue par le 4e régiment de dragons portés et de l'artillerie tractée pour constituer le détachement mécanique, testé aux grandes manœuvres de septembre 1933. En 1935, la mécanisation de la 4e DC se termine et la division devient la 1re division légère mécanique.